# Tatshenshini-Alsek Tartományi Park
A Tatshenshini-Alsek Tartományi Park 9580 km²–es területe Brit Columbiában fekszik, Kanada legészakibb tartományában. Az 1993-ban alapított park a létét annak az intenzív kampánynak köszönheti, amelyet Kanadában és az Egyesült Államokban folytattak a kanadai-alaszkai határon fekvő nemzeti parkok az UNESCO Természeti világörökségi listájára való felkerüléséért. A park Brit-Columbia legészaknyugatibb sarkában fekszik mind Alaszka, mind a kanadai Yukon tartomány határán, beékelődve a yukoni Kluane Nemzeti Park és az alaszkai Glacier Bay és Wrangell-Saint Elias Nemzeti Parkok közé . Így az látszott a legészszerűbbnek, hogy a világörökség listáján a nemzeti parkok mellett ez a terület is helyet kapjon.Így jött létre a világ legnagyobb területű nemzetközi park együttese.
A park a Tatshenshini és az Alsek folyókról kapta a nevét. A terület egyike Kanada legkésőbb felfedezett és feltérképezett részeinek. Az 1960-as években indult el az első geológiai kutatásokat végző csapat. Jelentős rézlelőhelyet találtak a Windy Craggy-hegy szomszédságában, Tatshenshini vidékének közepén. Az első két vadvízi-evezős csapat az 1970-es évek közepén raftingolt a Tatshenshini és az Alsek folyókon.
A parkkomplexum területén látványos gleccserek és jégmezők, ezenkívül a grizzlyk, karibuk és Dall-juhok természetes környezete vonzzák a látogatókat. A Tatshenshini-Alsek Tartományi Park területén a rendkívül ritka kék- vagy gleccsermedve is előfordul. Az Alsek vidékén mintegy 1000 fehérfejű rétisas él.

## Lásd még
- Nemzeti parkok Alaszka és Kanada határán